# Miguel Wilken
Miguel Wilken (ur. 23 listopada 1985) – argentyński lekkoatleta, sprinter.

## Przebieg kariery
W 2007 wystąpił na mistrzostwach Ameryki Południowej seniorów, gdzie wszedł w skład sztafety 4 × 100 m, która wywalczyła brązowy medal i czasem 39,91 ustanowiła nowy rekord kraju. Rok później otrzymał jedyny w karierze srebrny medal mistrzostw ibero-amerykańskich, także w konkurencji sztafety 4 × 100 m. W 2009 odnotował największy sukces w karierze, na rozgrywanych w Limie mistrzostwach Ameryki Południowej otrzymał brązowe medale w konkurencjach biegu sztafet 4 × 100 m oraz 4 × 400 m.
Po raz ostatni w międzynarodowych zawodach brał udział w ramach igrzysk panamerykańskich w Guadalajarze, gdy w konkurencji biegu na 100 m zajął 6. pozycję w eliminacjach i odpadł z dalszej rywalizacji. W dalszych latach kariery startował głównie w zawodach rozgrywanych na terenie Argentyny.
W latach 2009–2011 pięciokrotnie zdobywał tytuł mistrza kraju.

## Osiągnięcia
| Rok     | Zawody                                      | Miasto         | Miejsce | Konkurencja        | Wynik   |
| ------- | ------------------------------------------- | -------------- | ------- | ------------------ | ------- |
| 2006    | Młodzieżowe mistrzostwa Ameryki Południowej | Buenos Aires   | 6.      | bieg na 100 m      | 10,74   |
| 2006    | Młodzieżowe mistrzostwa Ameryki Południowej | Buenos Aires   | 5. H    | bieg na 200 m      | 22,13   |
| 2006    | Młodzieżowe mistrzostwa Ameryki Południowej | Buenos Aires   | 7.      | skok w dal         | 7,05    |
| 2007    | Mistrzostwa Ameryki Południowej             | São Paulo      | 3.      | sztafeta 4 × 100 m | 39,91   |
| 2007    | Mistrzostwa Ameryki Południowej             | São Paulo      | 5.      | sztafeta 4 × 400 m | 3:12,89 |
| 2007    | Igrzyska panamerykańskie                    | Rio de Janeiro | 4. SF   | sztafeta 4 × 100 m | 40,38   |
| 2008    | Mistrzostwa ibero-amerykańskie              | Iquique        | 2.      | sztafeta 4 × 100 m | 40,28   |
| 2009    | Mistrzostwa Ameryki Południowej             | Lima           | 3. H    | bieg na 100 m      | 10,88   |
| 2009    | Mistrzostwa Ameryki Południowej             | Lima           | 3.      | sztafeta 4 × 100 m | 40,76   |
| 2009    | Mistrzostwa Ameryki Południowej             | Lima           | 3.      | sztafeta 4 × 400 m | 3:11,70 |
| 2010    | Mistrzostwa ibero-amerykańskie              | San Fernando   | 6. H    | bieg na 100 m      | 10,78   |
| 2010    | Mistrzostwa ibero-amerykańskie              | San Fernando   | 4.      | sztafeta 4 × 100 m | 40,08   |
| 2010    | Mistrzostwa ibero-amerykańskie              | San Fernando   | DSQ     | sztafeta 4 × 400 m | N/A     |
| 2011    | Mistrzostwa Ameryki Południowej             | Buenos Aires   | 4.      | bieg na 100 m      | 10,66   |
| 2011    | Mistrzostwa Ameryki Południowej             | Buenos Aires   | 4.      | sztafeta 4 × 100 m | 41,02   |
| 2011    | Mistrzostwa Ameryki Południowej             | Buenos Aires   | 3.      | sztafeta 4 × 400 m | 3:13,30 |
| 2011    | Igrzyska panamerykańskie                    | Guadalajara    | 6. H    | bieg na 100 m      | 10,66   |
| Źródło: |                                             |                |         |                    |         |

## Rekordy życiowe
- bieg na 100 m – 10,45 (10 października 2009, Rosario)
- bieg na 200 m – 21,29 (4 kwietnia 2009, Salta)
- bieg na 400 m – 48,81 (9 października 2010, Rosario)
- sztafeta 4 × 100 m – 39,85 (24 października 2010, Santiago)
- sztafeta 4 × 400 m – 3:12,89 (9 czerwca 2007, São Paulo)

Źródło: 